# Suzanne Loyand
Suzanne Loyand ou Loyant, née le 4 septembre 1782 à Laval, décédée le 29 novembre 1836, est une religieuse catholique. Elle se dévoua pour secourir et aller consoler les prisonniers politiques enfermés au château de Laval pendant la Révolution française, et jusqu'en 1832.

## Biographie
Elle est la fille d'un artisan. Elle se consacre dans sa jeunesse au service des pauvres, à l'hôpital Saint-Louis de Laval, qui était desservi par des filles n'appartenant à aucune congrégation. Chassée de cette maison, avec ses compagnes, en 1791, elle devient maîtresse couturière.
Frappée par le sort des Vendéens emprisonnés à la suite de la Virée de Galerne, elle se consacre aux détenus en leur portant des objets, en pansant les blessés, en soignant des malades. Elle consacre alors sa vie entière à cette œuvre de dévouement. Elle bénéficie de l'aide matérielle de Jeanne-Renée-Charlotte-Simone Choquet, une dame fortunée.
Elle porte soin ensuite aux aristocrates du pays, aux Chouans, aux suspects ; et longtemps la prison renferma beaucoup plus de détenus que n'en comportait la grandeur du local. Durant que la prison de Laval était encombrée de captifs, une maladie pestilentielle s'y déclara ; beaucoup y succombèrent, entre autres deux médecins; Suzanne Loyand en fut atteinte; ce fut un médecin du Bourgneuf-la-Forêt, Chambord du Ronceray, qui fit cesser les ravages de cette affreuse maladie, à laquelle auraient probablement succombé tous les prisonniers et les personnes qui s'étaient dévouées à leur service.
Jusqu'à l'année 1800, elle est la seule à amener la religion à la prison, et à donner des secours spirituels aux condamnés à mort. 
Suzanne Loyand procure à Martial de Savignac l'assistance de Claude-Marie-Anne Letort, curé de Juvigné, emprisonné au bas de la rue Renaise à Laval, qui devait même dire la messe dans la prison, mais que le général, craignant d'être compromis, ordonna de conduire à sa prison à 11 heures. Il passa la nuit en prières et en conversations pieuses avec Melle Loyand, écrivit des lettres admirables aux personnes chez lesquelles il avait été pris, à la famille Duchemin, à ses paroissiens surtout.
En 1797, elle participe à l'évasion des coupables de la tentative d'attentat contre Lazare Hoche.
Inspirée par sa mission, c'est uniquement en 1832, que son âge et ses infirmités la forcèrent à quitter la prison, où elle est remplacée par des sœurs de Charité de la congrégation d'Evron. Ses funérailles eurent lieu dans l'église de la Trinité ; et le curé, Isidore Boullier, déroge pour elle aux usages de la paroisse, en rendant un hommage public.

## Sources
- Isidore Boullier, Memoires ecclesiastiques, concernant la ville de Laval et ses environs
- Ami de la Religion du 3 janvier 1837, n° 3754. Notice biographique.